# 达希道尔吉·那楚克道尔吉
达希道尔吉·那楚克道尔吉（1906年11月17日—1937年6月13日），蒙古诗人、小说家、剧作家，蒙古新文学的代表人物。因其家族源于包尔吉金部落，所以他的名字前有时会加上“包尔吉金”（Боржигин）。

## 生平

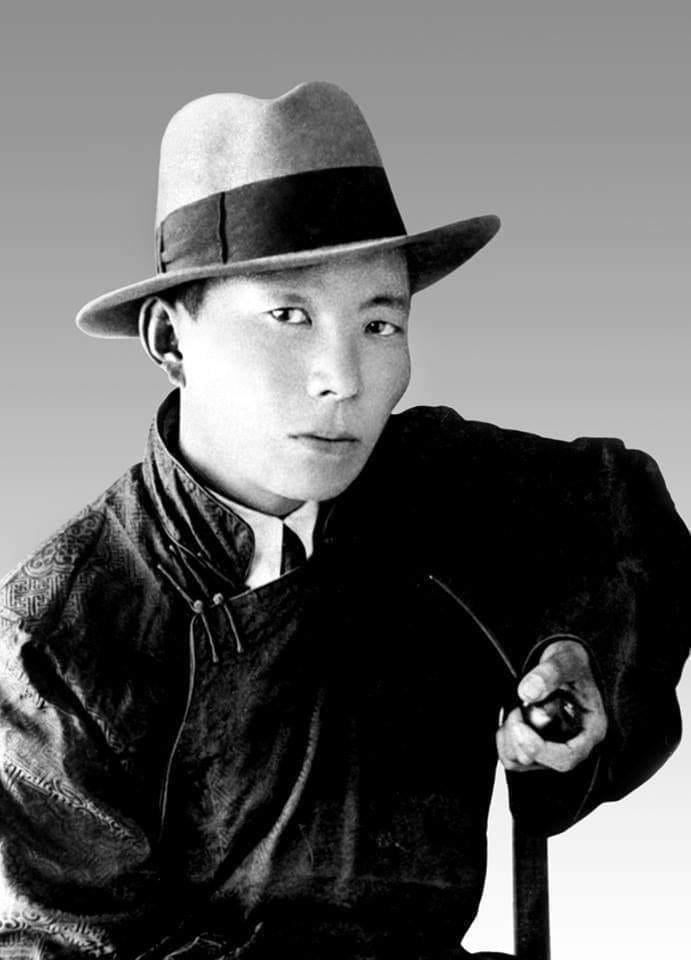
达·那楚克道尔吉

那楚克道尔吉出生于清朝外蒙古土谢图汗部中旗（达尔罕贝子旗，今蒙古国中央省巴彦德尔格勒县），现在以11月17日作为他的生日。父亲达希道尔基是没落的“台吉”，家境十分窘迫。他8岁时，父亲把他送到朋友家读书。12岁起，跟着父亲做抄写工作，有了一定的汉文化修养。
1921年，那楚克道尔吉投身革命，出任军事委员会秘书，以后又兼任政府秘书。1922年参加蒙古人民党和“苏赫巴托尔俱乐部”——一个红色文艺团体。那楚克道尔吉是俱乐部的积极分子，他参加节目的编排与演出，还写了许多歌词，著名的《青山翠谷》就是其中的一首。
1925至1929年，那楚克道尔吉先后在列宁格勒、柏林、莱比锡学习，1929年在科学研究所语言研究室工作。出版历史专著《蒙古历史概论》及一些关于蒙古的译作。其第一任妻子是帕格玛杜拉姆，1930年代离婚。第二任妻子是苏联人。后来，他对极左思想产生怀疑，1932年被捕，期间创作大量诗文。1937年7月13日，他怀着与妻子和女儿的离别的痛苦猝然离世。

## 作品

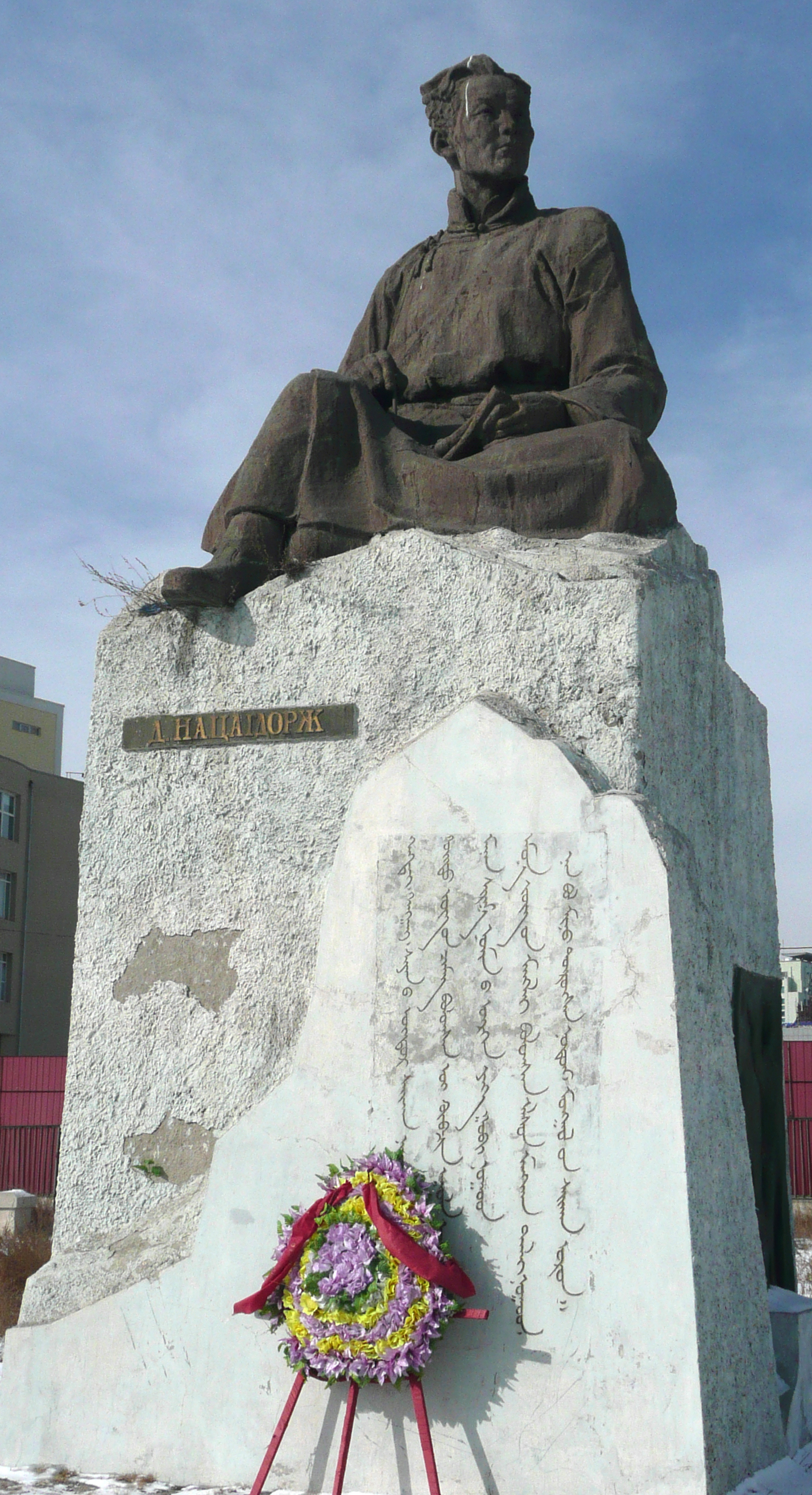
乌兰巴托的那楚克道尔吉纪念碑

那楚克道尔吉的诗主要创作于1923至1936年间，现存100多首，著名的小诗有《两个作家》、《奇》、《晚生的小羊羔》、《冬夜》、《盼》、《与妻女离别》等。他最出名的诗是长诗《我的祖国》，诗中作者歌颂了蒙古的名山大川、辛勤的牧人，并追溯了蒙古的悠久历史，还反映了蒙古人抗击日本的决心。这些诗多使用长句式，达到一咏三叹的效果。
| 《我的祖国》节选 |
| --- |
| 从匈奴起到列代祖先居住的土地 是蓝色蒙古崛起兴盛的故乡 世世代代劳动生息的草原 是新蒙古红旗漫卷的广场 这就是美丽的蒙古 我亲爱的祖国 |

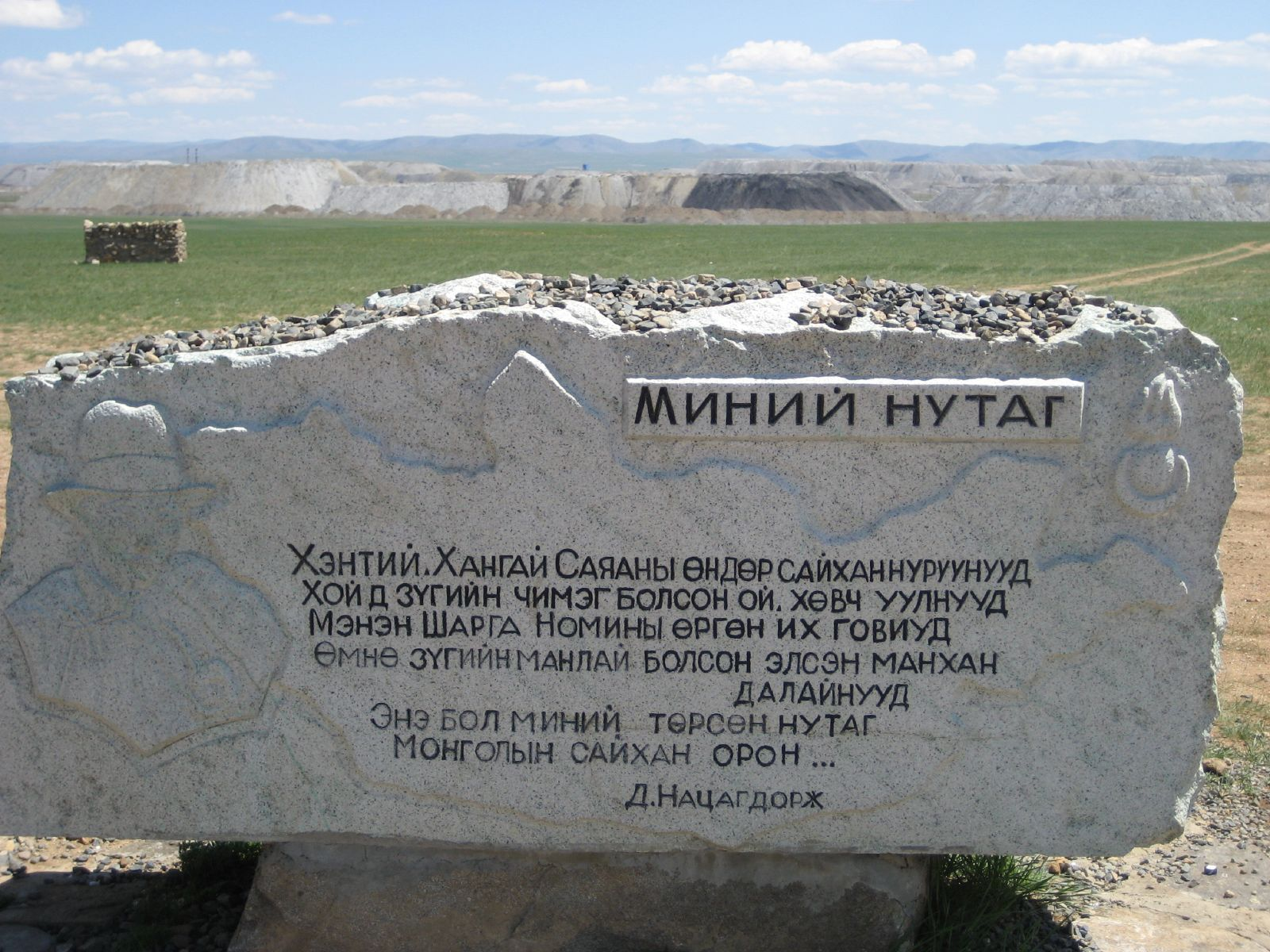
巴嘎努尔区的一座纪念碑，刻有那楚克道尔吉的《我的祖国》片段。

剧本《三座山》是那楚克道尔吉的戏剧代表作。这是一部四场歌剧，写于1934年。剧本叙述一对相爱的青年——猎人云登和南丝尔玛，遭到巴尔干的迫害，最终双双殉情的悲惨故事。该剧采用单一线索，以情动人，歌曲具有民族形式。
那楚克道尔吉还写有小说《年节和眼泪》、《从未见过的事情》、《喇嘛大人的眼泪》、《草原上的光辉》、《飞快的白马》、《春天的喜日》等。《呼沁夫》是其中的代表作，描写了呼沁夫从愚昧到觉醒的过程。

## 纪念
- 那楚克道尔吉博物馆位于乌兰巴托，是纪念那楚克道尔吉的博物馆。